# Erik van Roekel
Erik van Roekel (Wageningen, 10 oktober 1993) is een Nederlands radio-dj.

## Levensloop

### Jeugd en opleiding
Van Roekel werd geboren in Wageningen maar groeide op in het Utrechtse Elst. Hij ging naar de mavo aan het CLV in Veenendaal. Daarna studeerde hij paardenhouden aan het Groenhorst College in Barneveld.

### Loopbaan
Van Roekel begon zijn loopbaan bij de streekomroep Midland FM.
Van Roekel won in 2012 de eerste editie van Q-college, de dj-opleiding van de Nederlandse radiozender Qmusic. Dit leverde hem een baan bij de zender op. Hij presenteerde van 2012 t/m 2015 een nachtprogramma op werkdagen en van 2015 t/m medio 2020 was hij in het weekend te horen. Ook viel hij op regelmatige basis in voor collega's.
Sinds september 2020 is hij te horen als invaller op 100% NL. Daarnaast ging hij per februari 2021 aan de slag als 112-centralist bij de Landelijke Eenheid van de politie te Driebergen. Sinds begin 2024 is hij iedere werkdag tussen 10.00 en 12.00 uur bij 100% NL te horen.